# Hibana (genre)
Pour les articles homonymes, voir Hibana.
Genre
Hibana est un genre d'araignées aranéomorphes de la famille des Anyphaenidae.

## Distribution
Les espèces de ce genre se rencontrent en Amérique et sur l'île de l'Ascension.

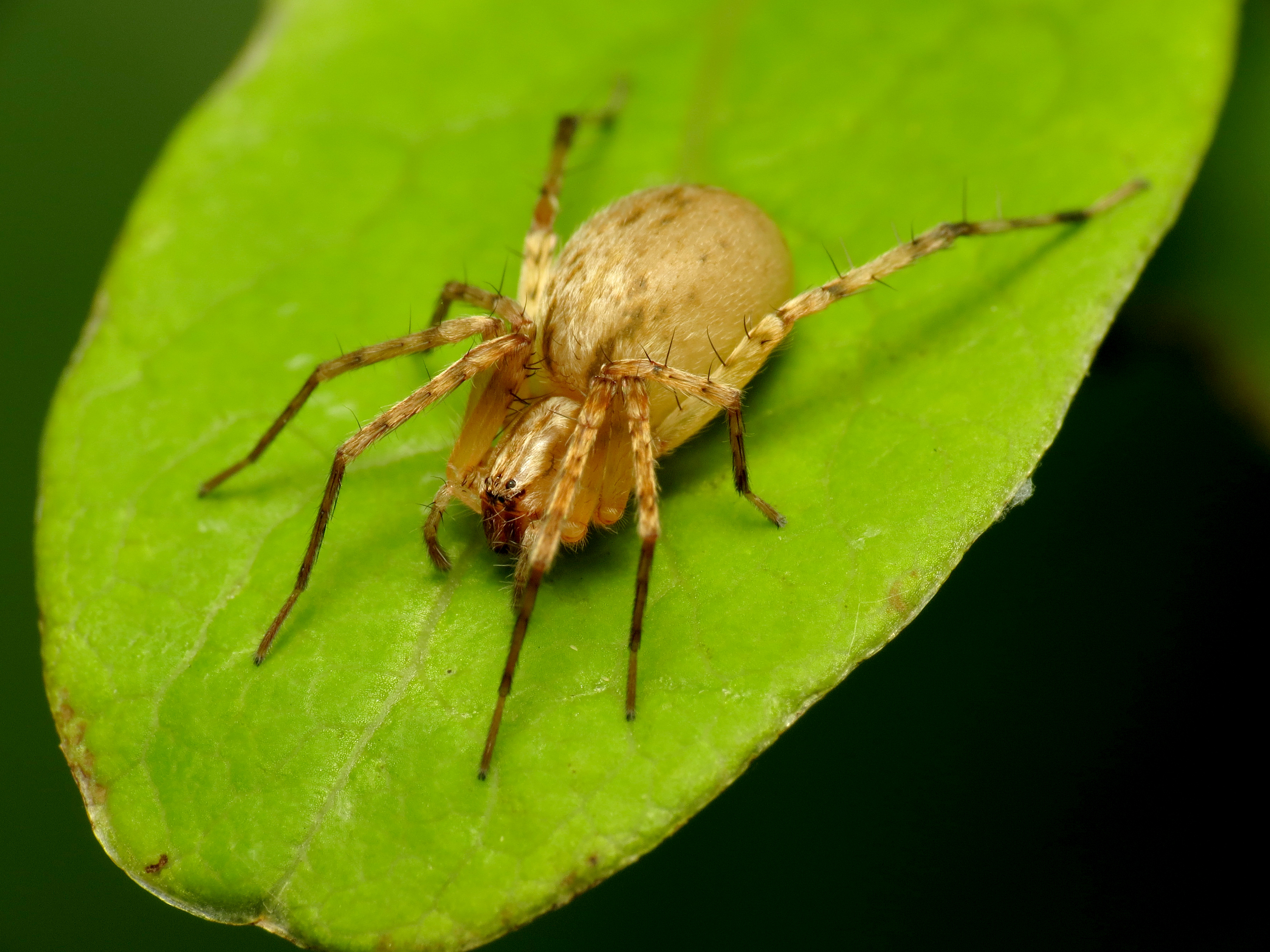
Hibana gracilis

## Liste des espèces
Selon World Spider Catalog (version 25.0, 11/07/2024) :
- Hibana arunda (Platnick, 1974)
- Hibana ascensionensis Sherwood, Marusik, Sharp & Wilkins, 2024
- Hibana banksi (Strand, 1906)
- Hibana bicolor (Banks, 1909)
- Hibana cambridgei (Bryant, 1931)
- Hibana discolor (Mello-Leitão, 1929)
- Hibana flavescens (Schmidt, 1971)
- Hibana fusca (Franganillo, 1926)
- Hibana futilis (Banks, 1898)
- Hibana gracilis (Hentz, 1847)
- Hibana incursa (Chamberlin, 1919)
- Hibana labonita Galvis & Brescovit, 2020
- Hibana longipalpus (Bryant, 1931)
- Hibana melloleitaoi (Caporiacco, 1947)
- Hibana similaris (Banks, 1929)
- Hibana taboga Brescovit, 1991
- Hibana talmina Brescovit, 1993
- Hibana tenuis (L. Koch, 1866)
- Hibana turquinensis (Bryant, 1940)
- Hibana velox (Becker, 1879)

## Systématique et taxinomie
Ce genre a été décrit par Brescovit en 1991 dans les Anyphaenidae.

## Publication originale
- Brescovit, 1991 : « Hibana, novo gênero de aranhas da família Anyphaenidae (Arachnida, Araneae). » Revista Brasileira de Zoologia, vol. 35, p. 729-744.